# IC 3044
IC 3044 је спирална галаксија у сазвјежђу Береникина коса која се налази на листи објеката дубоког неба у Индекс каталогу.
Деклинација објекта је + 13° 58' 34" а ректасцензија 12h 12m 48,4s. Привидна величина (магнитуда) објекта IC 3044 износи 13,4 а фотографска магнитуда 14,1. IC 3044 је још познат и под ознакама UGC 7216, MCG 2-31-51, CGCG 69-89, VCC 67, KUG 1210+142, PGC 38945.